# سمیلوویتسه (ناحیه راکوونیک)
سمیلوویتسه (به چکی: Smilovice) یک منطقهٔ مسکونی در جمهوری چک است که در ناحیه راکوونیک واقع شده‌است.